# Paroisse de Sainte-Marie
Pour les articles homonymes, voir Sainte-Marie.
La paroisse de Sainte-Marie (en anglais : Saint Mary Parish) est située dans l'État américain de la Louisiane. Son siège est à Franklin. Selon le recensement de 2010, sa population est de 54 650 habitants. Elle est une des 22 paroisses de la région officielle de l'Acadiane. 

## Géographie
La paroisse a une superficie de 1 587 km2 de terre émergée et 1 311 km2 d’eau. Elle est enclavée entre la paroisse de l'Ibérie au nord, la paroisse de Saint-Martin à l'est, la paroisse de l'Assomption au sud-est, et la paroisse de Terrebonne au sud. 

### Municipalités
- Amelia
- Baldwin
- Bayou Vista
- Berwick
- Charenton
- Franklin
- Morgan City
- Patterson

## Démographie
| Groupe                           | Paroisse de Sainte-Marie | Louisiane | États-Unis |
| -------------------------------- | ------------------------ | --------- | ---------- |
| Blancs                           | 59,3                     | 62,6      | 72,4       |
| Afro-Américains                  | 32,5                     | 32,0      | 12,6       |
| Autres                           | 2,8                      | 1,6       | 6,4        |
| Métis                            | 2,0                      | 1,6       | 2,9        |
| Amérindiens                      | 1,8                      | 0,7       | 0,9        |
| Asiatiques                       | 1,7                      | 1,6       | 4,8        |
| Total                            | 100                      | 100       | 100        |
|                                  |                          |           |            |
| Hispaniques et Latino-Américains | 5,3                      | 37,6      | 16,7       |

Selon l'American Community Survey, en 2010, 90,60 % de la population âgée de plus de 5 ans déclare parler l'anglais à la maison, 3,66 % l'espagnol, 3,39 % le français, 1,21 % le vietnamien et 1,14 % une autre langue.